# Тадеуш Чисовски
Таде́ Чисовски́ (на френски: Thadée Cisowski; 16 февруари 1927, в Ласков, Полша — 24 февруари 2005, Шарне-ле-Макон, Франция), роден като Таде́уш Чисо́вски (на полски: Tadeusz Cisowski) – френски футболист от полски произход, нападател. Един от най-големите голмайстори в шампионата на Франция. Рекордьор в националния отбор на Франция по отбелязани голове в един мач.

## Успехи
- Голмайстор на Първа дивизия (3): 1955/1956, 1956/1957, 1958/1959
- Голмайстор на Втора дивизия (1): 1950/1951
- Рекордьор в Франция по отбелязани голове в един мач: 5 гола[1]
- Голмайстор №1 за парижкия Расинг (Париж): 216 гола
- Голмайстор №1 за парижкия „Расинг“ в шампионата на Франция: 152 гола